# Bernard Baudéan
Bernard Baudéan, né en 1948, est un alpiniste devenu skieur alpin handisport français.

## Carrière
Le 30 mars 1970, Bernard Baudéan et René Garroté descendent la Grande aiguille d'Ansabère ; René Garroté fait une chute mortelle tandis que Bernard Baudéan perd huit doigts et ses deux pieds après avoir passé 96 heures dans le froid pyrénéen.
Le professeur de mathématiques d'Oloron-Sainte-Marie pratique par la suite le ski alpin handisport,.
Aux Jeux paralympiques d'hiver de 1976 à Örnsköldsvik, il est double médaillé d'or en combiné spécial et géant ainsi qu'en slalom géant, et médaillé de bronze en slalom spécial dans la catégorie IVA (debout, amputation aux deux membres inférieurs au-dessous du genou). Aux Jeux paralympiques d'hiver de 1980 à Geilo, il remporte la médaille d'or en slalom géant dans la catégorie 2B (équivalente à la IVA de 1976). Il est double médaillé d'argent aux Jeux paralympiques d'hiver de 1984 à Innsbruck, en descente et en slalom géant en catégorie LW3. Aux Jeux paralympiques d'hiver de 1988 à Innsbruck dans la catégorie LW3 (équivalente à la IVA de 1976), il est médaillé d'or en descente et médaillé d'argent en slalom géant. Ses dernières médailles paralympiques sont remportées aux Jeux paralympiques d'hiver de 1994 à Lillehammer, où il est médaillé d'or à deux reprises, en descente et en géant, ainsi que médaillé d'argent en super-G, dans la catégorie LW1-3.